# Nottingham Open 2023
Nottingham Open 2023 (cunoscut și sub numele de Rothesay Open Nottingham din motive de sponsorizare) a fost un turneu profesionist de tenis care s-a jucat pe terenuri cu iarbă, în aer liber. A fost cea de-a 15-a ediție a turneului pentru femei și cea de-a 27-a ediție pentru bărbați. A fost clasificat ca WTA 250 pe Circuitul WTA 2023 pentru femei și ca turneu ATP Challenger Tour pentru bărbați. Evenimentul a avut loc la Centrul de tenis Nottingham din Nottingham, Regatul Unit, în perioada 12-18 iunie 2023.

## Campioni

### Simplu feminin
Pentru mai multe informații consultați Nottingham Open 2023 – Simplu feminin

### Dublu feminin
Pentru mai multe informații consultați Nottingham Open 2023 – Dublu feminin

## Distribuția punctelor
| Probă          | C   | F   | SF  | QF | R16 | R32 | Q   | Q2  | Q1  |
| Simplu feminin | 280 | 180 | 110 | 60 | 30  | 1   | 18  | 12  | 1   |
| Dublu feminin  | 280 | 180 | 110 | 60 | 1   | N/A | N/A | N/A | N/A |